# 藤氏長者

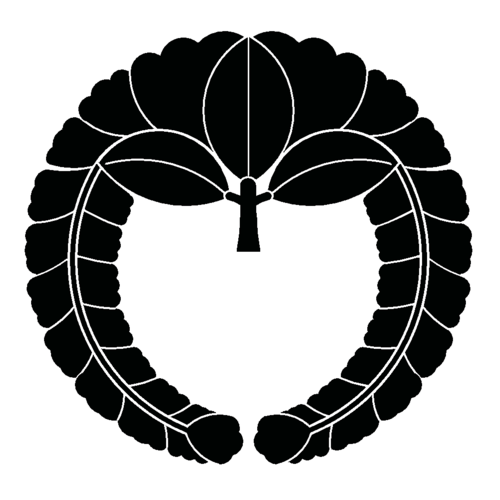
下り藤

藤氏長者（とうしのちょうじゃ）は、藤原氏一族全体の氏長者のこと。

## 長者の権能
藤氏長者は、藤原氏の代表者として、氏の政治・財務・宗教など全般に関わる。氏領としての荘園や動産の管理、氏寺興福寺や氏社春日社・大原野社とその末寺・末社の管轄権・裁判権があげられる。最も重要なものとしては氏爵の推挙権があり、また大学別曹勧学院の管理権を掌握し、その権能によって勧学院別当を補任した。

## 歴史
氏長者は古代においては氏上と呼ばれた氏族の長が、8世紀末頃から「氏長者」と呼ばれたものである。初代の藤氏長者は諸書によってまちまちである。『公卿補任』は氏長者のうち藤氏長者に限り、着任の年月日を記載しているが、最初に日付が記載されているのは藤原良世の寛平3年（891年）3月29日である。『二中歴』は承和元年（834年）に藤原緒嗣がはじめて氏長者となったとしているが、この年は仁明天皇の即位年であり、緒嗣はそれ以前から筆頭公卿であったため、根拠が薄いとされている。『尊卑分脈』は藤原不比等、『掌中歴』は藤原鎌足を初代としているが、後世に類推されたものと見られる。竹内理三は8世紀頃まで藤原氏が氏族意識が希薄であり、9世紀から10世紀頃に他の氏族のように氏長者が必要とされてきたのではないかとし、氏長者の号が用いられたのは藤原基経の頃ではないかとしている。
北畠親房は『職原抄』において、藤氏長者は摂政・関白が氏長者となるもので、藤原頼長が摂関でない最初の長者であるとしている。ただし『尊卑分脈』や『二中暦』の藤氏長者着任の年月日によると、摂関就任と同時に藤氏長者となったのは藤原頼忠の再任（貞元2年11月11日）以降であり、それ以前は藤原氏公卿の中から宣旨で決定されていた。摂関と氏の長者が不可分となったのは13世紀以降であった。
藤氏長者はまた、廟堂における氏の地位を保全するため、時に氏人の意見を廟堂に提出する義務がある。藤原頼通や教通と天皇との対立は有名だが、これはまさに氏人の代表者として、藤原氏の勢力を抑制しようとする天皇との対決色を明らかにしたものだった。
久安6年（1150年）、藤原忠実は嫡男の関白・藤氏長者忠通と不仲になり、その弟の頼長を関白と藤氏長者とするよう鳥羽法皇に求めたが拒絶された。忠実は「氏長者我譲、無有勅宣、然則取長者授爾何有所怖憚矣（氏長者は私が勅命なしに譲ったものだ。これを取りあげて頼長に授けてもなんの恐れ憚ることがあろうか）」と述べたという。忠実は武士に命じて氏長者の印たる朱器台盤を剥奪して頼長に授け、忠通との対立は保元の乱の一因となった。
保元の乱後、忠実・頼長父子は謀反人とされ、忠通が後白河天皇の宣旨をもって藤氏長者に任じられた。これは現任の長者である頼長が逃亡中（後に死亡）であったことによる特殊な経緯に基づくもので、その後も藤氏長者が必ずしも宣旨によって任じられた訳ではなかった。しかし、鎌倉時代に入って摂関家が分裂し、親子間での継承が行われなくなると、長者の交代に際して前任者と後任者の間でトラブルが頻発するようになり、後任者が天皇にその地位の保証を求めるために宣旨を得ることになったのが故実化して、藤氏長者が天皇の宣旨によって任じられる地位になっていった。
慶応3年12月9日（1868年1月3日）、「王政復古の大号令」により摂関は廃止された。慶応4年2月22日、左大臣九条道孝が氏長者の宣旨を受けた。3月19日の太政官布告により、藤氏長者は他の氏の長者と同様に春日大社からの執奏の権限を失った。また律令制の廃止に伴い、氏爵推挙の権能も失った。明治4年10月12日（1871年11月24日）の太政官布告「公用文書ニ姓尸ヲ除キ苗字実名ノミヲ用フ」により、公的な場で藤原氏の氏は用いられなくなり、藤氏長者の地位は形式上も意味を持たなくなった。

## 藤氏長者のレガリア
藤氏長者には、歴代天皇が継承する三種の神器、歴代東宮が継承する壺切御剣のように、代々受け継がれる宝器が存在していた。
- 長者の官の渡荘券 - 殿下渡領と呼ばれる摂関家所領の証券
- 朱器 - 朱漆塗りの食器
- 台盤 - 朱器を乗せる机状の台（朱器とともに「朱器台盤」と称される）
- 権衡 - 革製の秤（「芻斤（まぐさのはかり）」とも称される芻用の秤[10]）

上記のうち朱器台盤を1つとして代わりに氏長者印を加えることもある。朱器台盤は氏長者就任後の大饗や正月大饗に使われるものであり、特に重視されたため、その授受は「朱器渡り」と呼ばれる儀礼となった。鎌倉時代以降は使用されなくなり、正応2年（1289年）を最後として記録から姿を消した。